# أتراك كريت
أتراك كريت (اليونانية Τουρκοκρητικοί أو Τουρκοκρήτες, Tourkokritikí أو Tourkokrítes, التركية Giritli, Girit Türkleri, أو Giritli Türkler), مسلمين كريتيين أو مسلمى كريت هم كانوا السكان المسلمين لجزيرة كريت (حتى عام 1923)، والآن أحفادهم استقروا بشكل أساسي في تركيا، وجزر الدوديكانيز تحت الإدارة الإيطالية، سوريا (خصوصا في قرية الحميدية)، لبنان، ليبيا، ومصر.
فمسلمي كريت كانوا من أصل يوناني، تركي ورومى. قد تحول الكثيرين إلى الإسلام في أعقاب الفتح العثماني لجزيرة كريت. وكان هذا المعدل المرتفع من التحول إلى الإسلام من قبل أهلها مماثلة لتلك التي في البوسنة والهرسك وألبانيا، وأجزاء من غرب مقدونيا اليونانية، وبلغاريا؛ ربما كان هذا المعدل المرتفع بشكل ملحوظ من التحول بين اهلها الاصليين أكثر من المهاجرين الوافدين.
مثلا الولاهيد في غرب مقدونيا اليونانية فإن مسلمى كريت ظلوا يتحدثون اللغة الكريتية اليونانية. ومع ذلك، فإن السكان اليونانيين المسيحيين في كريت اطلقوا عليهم لهم لقب "أتراك" كمرادف لكلمة "مسلم"، منذ أن مسلمي كريت قد تخلوا عن ولائهم للكنيسة المسيحية الأرثوذكسية. وغالبا ما كانوا يعرفوا ب"اتراك كريتيين". من بين السكان المسيحين، فإن التزاوج والتحول إلى الإسلام أنتج مجموعة من الناس تسمى بأتراك كريتيين، فإن الرحالة الأوروبيين" كانوا على علم بأن "أتراك" جزيرة كريت كانوا معظمهم ليسوا من أصل تركي، ولكن كانت الكريتيين تحولوا من الأرثوذكسية إلى الإسلام.
فقد تسبب العنف الطائفي خلال القرن ال19 في مغادرة الكثير من جزيرة كريت، وخصوصا خلال الحرب اليونانية التركية عام 1897, وبعد إعلان الحكم الذاتي في كريت أحادي الجانب في الاتحاد مع الحكم اليونانى عام 1908. وأخيراً وبعد الحرب اليونانية التركية من 1919-1922 وحرب الاستقلال التركية، فقد تم تبادل إجباري للمسلمين المتبقيين في كريت مع المسيحيين اليونانيين في الأناضول وفقا لأحكام معاهدة لوزان (1923).
في كافة الفترات كان معظم مسلمي كريتي يتحدثون اليونانية، ولكن لغة الإدارة ولغة المكانة للطبقات العليا الحضرية للمسلمين كانت العثمانية التركية. ففي ظل الامبراطورية العثمانية، بلغ العديد من أتراك كريت مناصب بارزة.
أولئك الذين غادروا جزيرة كريت في أواخر 19 وأوائل القرن ال20 استقر منهم إلى حد كبير على طول بحر ايجه في تركيا وساحل البحر المتوسط. موجات أخرى من اللاجئين استقروا في المدن السورية مثل دمشق وحلب، والحميدية. في طرابلس، لبنان. حيفا، إسرائيل. الإسكندرية وطنطا في مصر. في حين أن بعض هذه الشعوب اندمجوا مع السكان أنفسهم من حولهم على مدار القرن ال20، والغالبية العظمى منهم لا يزالون يعيشون في مجتمعات متماسكة بإحكام الحفاظ على ثقافتهم الفريدة والتقاليد واللهجة اليونانية الكريتية واللغة التركية. في الواقع كثير منهم يقوموا بزيارات إلى لم شمل أقارب لهم في لبنان، في جزيرة كريت وأجزاء أخرى من اليونان حتى فيها بعض من أبناء عمومتهم قد لا تزال تتبادل اسم العائلة فيما بينهم ولكن اتباع ديانة مختلفة.
ورغم أن معظم أتراك كريت هم من المسلمين السنة، والإسلام في جزيرة كريت تحت الحكم العثماني وقد تأثر بشدة من قبل نظام البكتاشية الصوفية، كما كان عليه الحال في بعض أجزاء من منطقة البلقان. ذهب هذا التأثير إلى أبعد من الأرقام الفعلية للبكتاشية الحالية في كريت وأنه ساهم في تشكيل الناتج الأدبي، الإسلام الشعبى، وتقاليد التسامح بين الأديان.

## الثقافة

### الأدب
الأتراك في كريت أصدروا منتج أدبي متنوع، مما يؤدي الباحث بتصنيفها باسم «المدرسة الكريتية» التي تضم إحدى وعشرين شاعراً حيث طوروها ضمن ديوان الشعر العثمانية أو الأدب الشعبي التركي خاصة في القرن ال18 الشخصية، الصوفية، مواضيع رائعة تكثر في أعمال هؤلاء الرجال من الرسائل، وهو ما يعكس ديناميكية الحياة الثقافية في الجزيرة.
طعم وصدى لهذا التقليد يمكن أن ينظر إليها في العبارات أدناه للجريتلى سري باشا (1844-1895):
Fidânsın nev-nihâl-i hüsn ü ânsın âfet-i cânsın

Gül âşık bülbül âşıkdır sana, bir özge cânânsın
التي كانت بالتأكيد موجهة إلى زوجته، الشاعرة والمؤلفة ليلى ساز، وهي نفسها شخصية بارزة في الأدب التركي والموسيقى الكلاسيكية التركية.